# Сан-Ігнасіо-де-Веласко

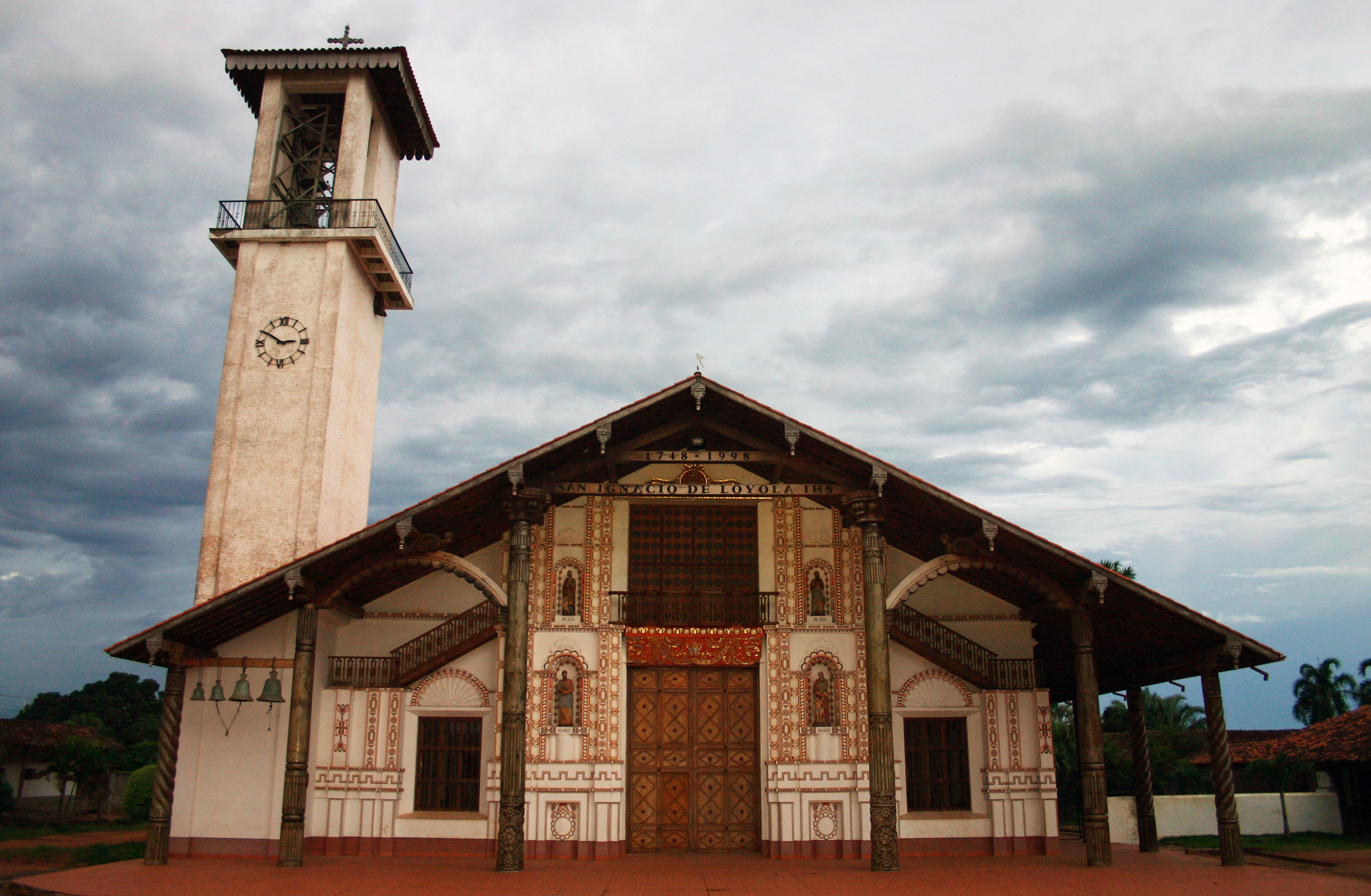

Сан-Ігнасіо-де-Веласко — столиця провінції Хосе-Мігель-де-Веласко та муніципалітету Сан-Ігнасіо-де-Веласко в департаменті Санта-Крус (Болівія).

## Історія
Єзуїтську місію Сан-Ігнасіо-де-Веласко заснували 1748 року єзуїтські місіонери Дієго Контрерас та Міхаель Штрайхер (також відомий як Арейєр). Місію населяли корінні угараньйо (айорео). Частково її заселили мешканці Сан-Ігнасіо-де-Самукос, ще однієї єзуїтської місії, покинутої 1745 року.

## Населення
1996 року муніципальна влада опублікувала дані про кількість населення 12 600 осіб. Це найбільше місто у Веласко та найбільше місто між метрополією Санта-Крус і кордоном із Бразилією.

## Мови
Найпоширенішою повсякденною мовою є камба. Найпоширенішою мовою корінних народів у Сан-Ігнасіо та околицях є ігнасійський діалект чикітано.

## Географія
Сан-Ігнасіо розташоване в південно-центральному регіоні провінції Веласко. Зі Санта-Крусом його сполучають автобусні маршрути, що використовують ґрунтову дорогу до Сан-Хав'єра в провінції Нюфло-де-Чавес. Від Сан-Хав'єра до Санта-Круса шосе асфальтоване. На сході подібні автобусні маршрути ґрунтовими дорогами сполучають Сан-Ігнасіо з бразильським містом Касерес. У місті є аеропорт (код SNG) із ґрунтовою злітно-посадковою смугою.
Сан-Ігнасіо розташоване на штучному озері Гуапомо, яке також слугує місту джерелом прісної води.

## Демографічні показники
Майже всі жителі Сан-Ігнасіо — представники корінних народів або метиси, тобто камба.
Є невелика кількість німецьких іммігрантів після Другої світової війни, а також менонітів.

## Релігія
Місто є центром римо-католицької дієцезії Сан-Ігнасіо-де-Веласко.

## Клімат
| Клімат San Ignacio de Velasco, elevation 413 м (1 355 фут) | Клімат San Ignacio de Velasco, elevation 413 м (1 355 фут) | Клімат San Ignacio de Velasco, elevation 413 м (1 355 фут) | Клімат San Ignacio de Velasco, elevation 413 м (1 355 фут) | Клімат San Ignacio de Velasco, elevation 413 м (1 355 фут) | Клімат San Ignacio de Velasco, elevation 413 м (1 355 фут) | Клімат San Ignacio de Velasco, elevation 413 м (1 355 фут) | Клімат San Ignacio de Velasco, elevation 413 м (1 355 фут) | Клімат San Ignacio de Velasco, elevation 413 м (1 355 фут) | Клімат San Ignacio de Velasco, elevation 413 м (1 355 фут) | Клімат San Ignacio de Velasco, elevation 413 м (1 355 фут) | Клімат San Ignacio de Velasco, elevation 413 м (1 355 фут) | Клімат San Ignacio de Velasco, elevation 413 м (1 355 фут) | Клімат San Ignacio de Velasco, elevation 413 м (1 355 фут) |
| Показник                                                   | Січ.                                                       | Лют.                                                       | Бер.                                                       | Квіт.                                                      | Трав.                                                      | Черв.                                                      | Лип.                                                       | Серп.                                                      | Вер.                                                       | Жовт.                                                      | Лист.                                                      | Груд.                                                      |                                                            |
| Середній максимум, °C                                      | 30,8                                                       | 30,5                                                       | 30,7                                                       | 30,0                                                       | 27,8                                                       | 27,6                                                       | 28,4                                                       | 30,8                                                       | 32,0                                                       | 32,8                                                       | 31,8                                                       | 31,1                                                       |                                                            |
| Середня температура, °C                                    | 25,9                                                       | 25,6                                                       | 25,5                                                       | 24,3                                                       | 22,1                                                       | 21,0                                                       | 20,8                                                       | 22,7                                                       | 24,8                                                       | 26,3                                                       | 26,0                                                       | 26,1                                                       |                                                            |
| Середній мінімум, °C                                       | 20,8                                                       | 20,4                                                       | 19,9                                                       | 18,3                                                       | 16,1                                                       | 14,2                                                       | 12,9                                                       | 14,2                                                       | 17,4                                                       | 19,5                                                       | 19,9                                                       | 20,6                                                       |                                                            |
| Норма опадів, мм                                           | 186.7                                                      | 185.6                                                      | 140.6                                                      | 74.7                                                       | 55.2                                                       | 27.8                                                       | 15.6                                                       | 24.0                                                       | 51.3                                                       | 82.9                                                       | 128.0                                                      | 163.9                                                      |                                                            |
| Днів з опадами                                             | 12,8                                                       | 12,0                                                       | 10,1                                                       | 6,5                                                        | 4,7                                                        | 2,5                                                        | 1,6                                                        | 1,9                                                        | 3,5                                                        | 6,3                                                        | 8,5                                                        | 11,3                                                       |                                                            |
| Вологість повітря, %                                       | 78.9                                                       | 79.9                                                       | 79.8                                                       | 78.5                                                       | 77.8                                                       | 74.1                                                       | 66.4                                                       | 60.3                                                       | 59.6                                                       | 65.0                                                       | 71.8                                                       | 77.0                                                       |                                                            |
| ---------------------------------------------------------- | ---------------------------------------------------------- | ---------------------------------------------------------- | ---------------------------------------------------------- | ---------------------------------------------------------- | ---------------------------------------------------------- | ---------------------------------------------------------- | ---------------------------------------------------------- | ---------------------------------------------------------- | ---------------------------------------------------------- | ---------------------------------------------------------- | ---------------------------------------------------------- | ---------------------------------------------------------- | ---------------------------------------------------------- |